# 둥지나래어린이도서관
둥지나래어린이도서관은 경기도 화성시 소재의 시립 어린이 도서관이다.

## 연혁
- 2010년 3월 9일 개관
- 2012년 11월 2일 화성시문화재단 운영

## 시설현황
- 2층: 문화교실, 다목적강당
- 1층: 어린이자료실, 전자정보자료실, 영어교실, 유아열람실

## 이용 안내
이용 시간
- 자료실 및 전자정보실: 평일 09:00 ~ 18:00 / 주말 09:00 ~ 17:00

휴관일
- 매월 두 번째, 네 번째 월요일
- 법정공휴일
- 임시휴관: 특별한 사유로 관장이 정하는 날
- 창립기념일